# Bătălia de la Midway
Bătălia de la Midway este cea mai importantă bătălie navală din războiul din Pacific, parte a celui de-al Doilea Război Mondial.
Între 4 iunie și 7 iunie 1942, la aproximativ o lună după bătălia din Marea Coralilor și la șase luni după atacul de la Pearl Harbour, Marina Statelor Unite a învins în mod decisiv Marina Imperială Japoneză, care atacase Atolul Midway, și a provocat pierderi ireparabile flotei japoneze.
Istoricul militar John Keegan a caracterizat bătălia ca fiind cea mai amețitoare și mai precisă lovitură din istoria războaielor navale.
Operațiunea japoneză, ca și atacul anterior de la Pearl Harbour, urmărea să elimine poziția strategică a Statelor Unite din Pacific, dând astfel Japoniei mână liberă în stabilirea sferei sale de influență în Marea zonă de prosperitate a Asiei Orientale. Japonezii sperau și că o altă înfrângere demoralizatoare va determina Statele Unite să capituleze în războiul din Pacific.
Japonezii au plănuit să atragă portavioanele americane într-o capcană. De asemenea, japonezii au intenționat să ocupe Atolul Midway ca parte a unui plan mai mare de a-și extinde perimetrul de apărare ca răspuns la raidul Doolitle. Această operațiune era considerată și ca o pregătire pentru viitoarele atacuri îndreptate împotriva Insulelor Fiji și Samoa.
Planul a fost dezavantajat de prezumțiile greșite pe care le-au făcut japonezii cu privire la reacția americanilor și de dispozițiile insuficiente date la momentul de început al punerii în executare. 
Pentru americani a fost esențial că Stația HYPO (unitatea de informații din Hawaii specializată în interceptarea comunicațiilor și în decriptarea acestora) a fost în stare să determine data și locul atacului, Marina Militară a Statelor Unite putând astfel să pregătească propria ambuscadă. Patru portavioane japoneze și un crucișător greu au fost scufundate cu costul unui portavion american și al unui distrugător. Bătălia de la Midway și uzura extenuantă din Campania din insulele Solomon au făcut ca Japonia să nu mai poată ține pasul cu construcția de nave și pregătirea piloților, în timp ce Statele Unite ale Americii măreau ritmul în ambele direcții.

## Contextul
Japonia și-a atins repede țintele strategice pe care le stabilise, ocupând Insulele Filipine, Malaya, Singapore și Indiile Olandeze de Est (Indonezia). Indiile Olandeze de Est, cu resursele lor vitale, au avut o importanță aparte pentru Japonia. Din această cauză, planurile preliminare pentru o a doua fază a operațiunilor au început să apară încă din ianuarie 1942. Cu toate acestea, existau încă dezacorduri cu privire la strategie între Armata Imperială Japoneză și Marina Imperială Japoneză și conflicte între Cartierul General Imperial și Flota Combinată a amiralului Yamamoto, astfel că o strategie care trebuia urmată nu a fost formulată decât în aprilie 1942.
Amiralul Yamamoto a reușit în sfârșit să învingă lupta cu birocrația prin utilizarea unei amenințări slab voalate că va demisiona, după care planul său asupra operațiunilor următoare în centrul Pacificului a fost acceptat, fiind înlăturate alte propuneri.
Ținta esențială urmărită de Yamamoto era eliminarea portavioanelor americane pe care le percepea ca fiind amenințarea principală asupra întregii campanii din Pacific. 
Această îngrijorare a fost amplificată acut în cursul raidului Doolittle (18 aprilie 1942) în care bombardierele B-25 Mitchell lansate de pe portavionul Hornet au bombardat ținte din Tokio și din alte câteva orașe japoneze. Raidul, deși nu a avut o importanță militară prea mare, le-a produs japonezilor un șoc psihologic și a arătat inconsistența apărării din jurul insulelor japoneze. Acest raid și alte raiduri de tip „lovește și fugi” executate de portavioanele americane au arătat că puteau constitui o amenințare serioasă, chiar dacă păreau să ezite să se angajeze într-o bătălie totală.
Yamamoto a crezut că un alt atac, asemănător cu cel de la Pearl Harbour, va scoate din luptă întreaga flotă americană, inclusiv portavioanele; totuși, el a evaluat că Pearl Harbour nu mai putea fi atacat direct din cauza forței deținute de baza aeriană din Hawaii.
În schimb, el a ales Midway, situat în nord-vestul Insulelor Hawaii, la aproximativ 2.100 km de Oahu. Midway nu era un punct important în planul japonezilor referitor la controlul asupra zonei centrale a Pacificului, dar aceștia au știut că americanii vor considera că atolul este un avanpost vital pentru Pearl Harbour și astfel îl vor apăra cu toate forțele.
Statele Unite chiar considerau că Midway este vital; după bătălie, stabilirea unei baze pentru submarine în Midway a permis submarinelor care operau din Pearl Harbour să se alimenteze și să se aprovizioneze de aici, mărindu-și astfel raza de acțiune cu 1.900 km. O pistă de decolare de pe Midway a fost punctul de plecare pentru atacurile aeriene asupra Insulei Wake.

### Planul lui Yamamoto, Operațiunea Mai

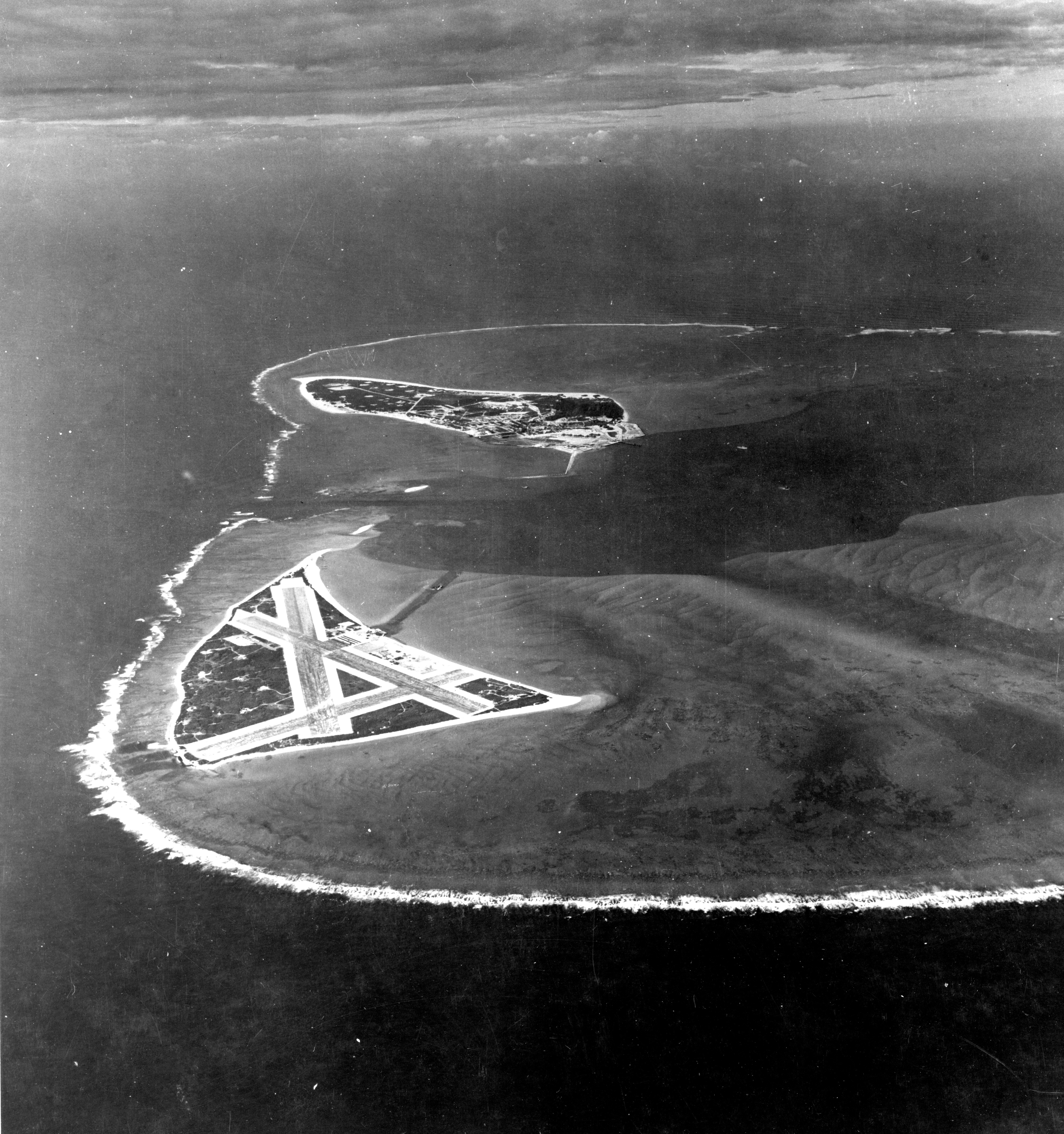
Atolul Midway cu câteva luni înainte de bătălie. Insula de Est, pe care se află aerodromul, se află în prim plan, iar Insula Sand, mai mare, se află în plan secund, dincolo de canal.

Planul de bătălie al lui Yamamoto era foarte complicat, ca toate planurile navale făcute de japonezi în al Doilea Război Mondial. 
Mai mult, proiectul său se întemeia pe o informație optimistă conform căreia portavioanele Enterprise și Hornet, care formau Task Force 16 (Grupul operativ 16), erau singurele portavioane disponibile din flota americană din Pacific la acel moment. În bătălia din Marea Coralilor, care avusese loc doar cu o lună înainte, portavionul Lexington fusese scufundat, iar Yorktown fusese grav avariat, astfel că japonezii au crezut că și acesta a fost pierdut de americani. Japonezii fuseseră avertizați că portavionul Saratoga se afla în reparații pe coasta de vest a Statelor Unite ale Americii după ce fusese lovit de o torpilă lansată de un submarin.
Mai importantă a fost credința lui Yamamoto că americanii ar fi fost demoralizați de înfrângerile frecvente pe care le-au suferit în cele șase luni care au precedat bătălia. Yamamoto a crezut că poate atrage prin înșelăciune flota americană într-o situație periculoasă pentru aceasta.
În acest scop, el și-a dispersat navele la limita maximă (în special cuirasatele) în speranța că nu vor fi descoperite de americani înainte de bătălie. Navele de război de escortă și crucișătoarele trebuia să urmeze portavioanele amiralului Chūichi Nagumo la o distanță de câteva sute de mile. Navele japoneze aveau misiunea de a distruge orice navă americană care s-ar fi apropiat de Midway, odată ce portavioanele lui Nagumo le-ar fi slăbit suficient printr-un duel de artilerie la lumina zilei; era o decizie tipică pentru regulile militare stabilite de cele mai puternice forțe navale.
Yamamoto nu știa că Statele Unite reușiseră să spargă codul principal folosit de navele sale. Accentul pus de Yamamoto pe dispersarea navelor a însemnat și că niciuna din unitățile sale nu putea să acorde sprijin alteia. De exemplu, singurele nave mai mari decât distrugătoarele care păzeau flota de portavioane a lui Nagumo erau două cuirasate și trei crucișătoare, în ciuda faptului că portavioanele sale erau așteptate să conducă atacurile și să suporte efectele contraatacului american. În opoziție cu aceasta, flota lui Yamamoto și a lui Kondo avea două portavioane ușoare, cinci cuirasate și 6 crucișătoare, dar niciunul nu va ajunge să participe la bătălie.
Distanța față de portavioanele lui Nagumo va avea consecințe grave în cursul bătăliei,  deoarece avioanele de recunoaștere se aflau pe navele lui Yamamoto și Kondo, iar Nagumo nu a putut să se folosească de informațiile importante pe care acestea i le-ar fi furnizat.

### Invazia Insulelor Aleutine

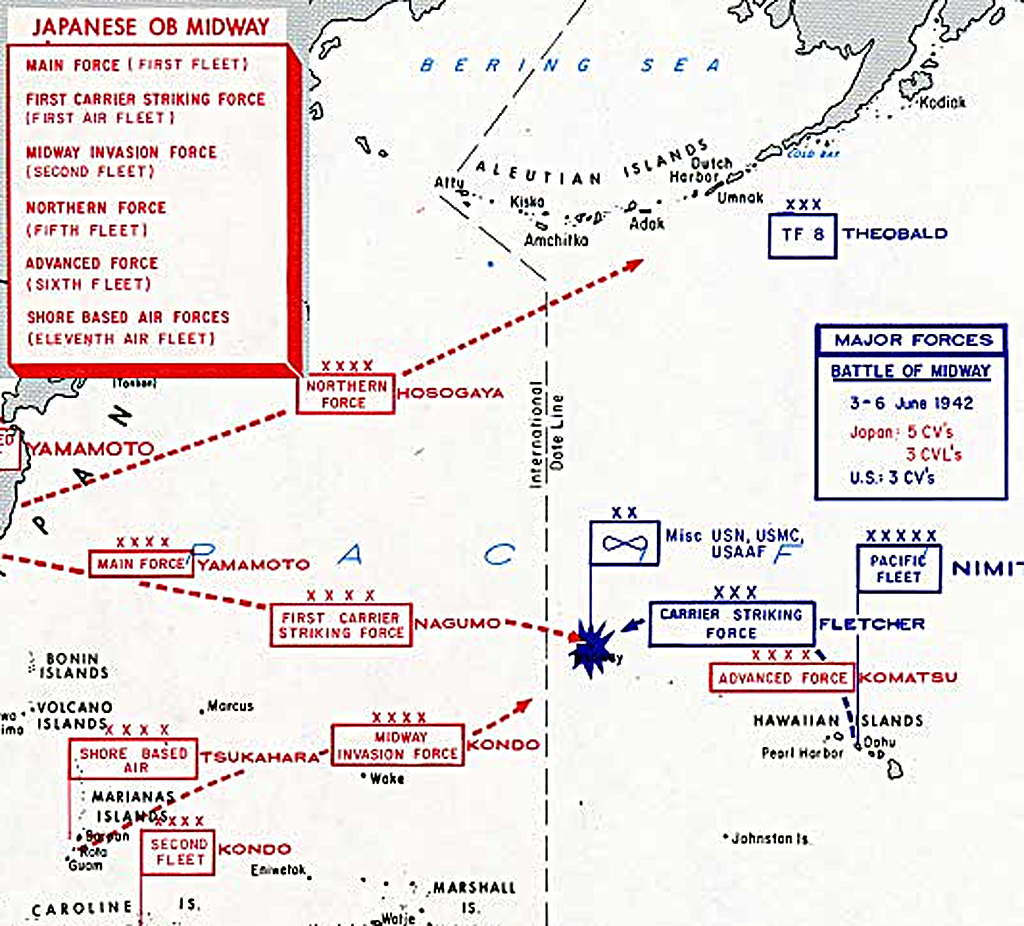
Harta Bătăliei de la Midway

Operațiunile japoneze în Insulele Aleutine (Operațiunea AL) au scos din luptă și mai multe nave care ar fi putut să atace Midway. Operațiunea din Aleutine a fost caracterizată de unii istorici ca fiind un atac simulat efectuat de japonezi pentru a atrage flota americană, în timp ce alți istorici au arătat că Operațiunea AL trebuia lansată simultan cu atacul de la Midway. Oricum, faptul că flota lui Nagumo a navigat timp de o zi a însemnat că Operațiunea AL a început cu o zi mai devreme față de atacul de la Midway.

## Preludiu

### Întăririle americane

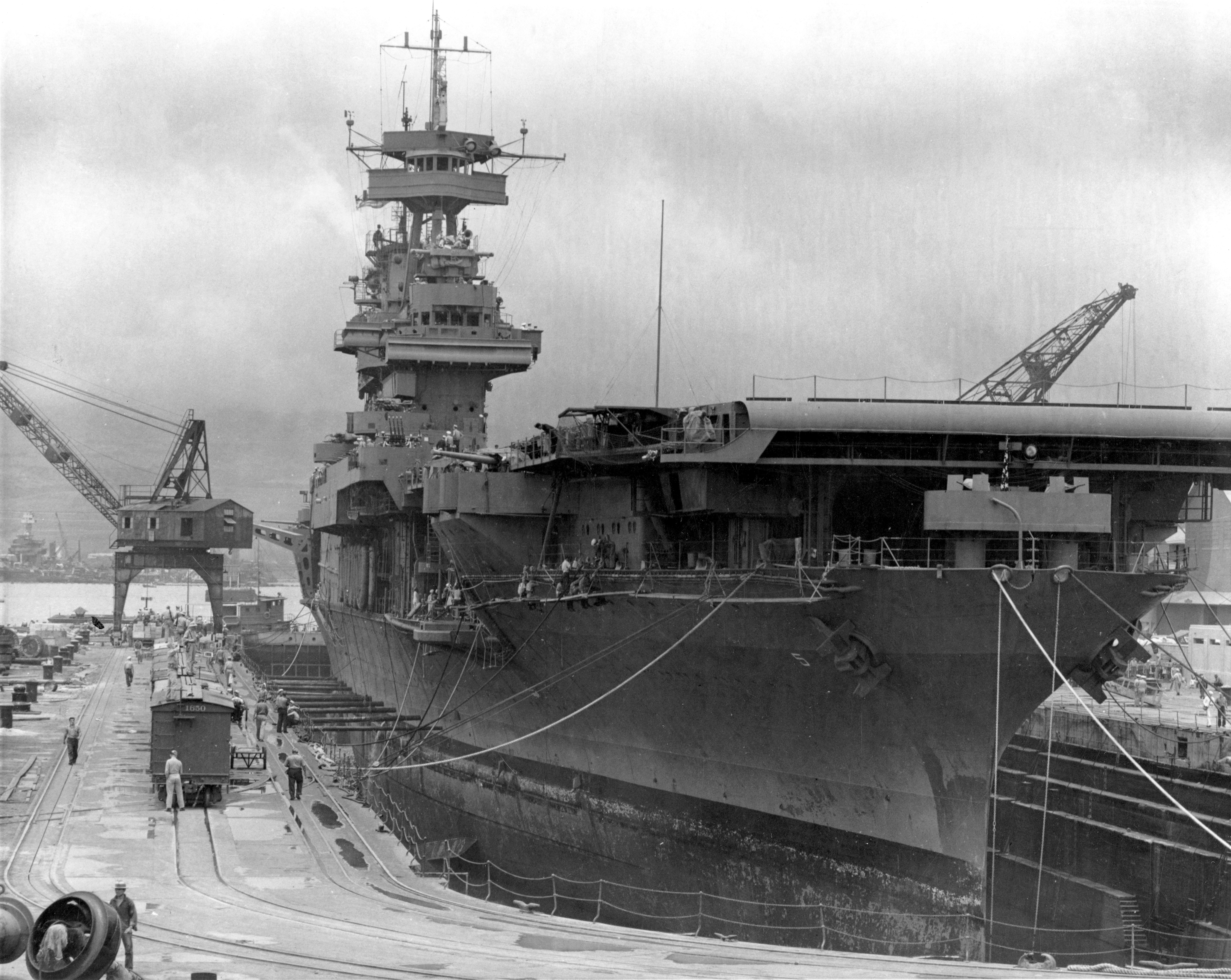
Portavionul Yorktown la Pearl Harbour, înainte de bătălie.

Pentru a lupta cu un inamic cu privire la care se aștepta să aibă patru sau cinci portavioane, amiralul Chester Nimitz, comandantul suprem al Zonelor din Oceanul Pacific, avea nevoie de toate portavioanele disponibile ale Statelor Unite ale Americii. Avea deja la îndemână grupul operativ comandat de vice-amiralul William Halsey, format din portavioanele Enterprise și Hornet, deși Halsey s-a îmbolnăvit de psoriazis și a trebuit să fie înlocuit de contraamiralul Raymond A. Spruance, comandantul escortei.
Nimitz s-a grăbit să recheme flota comandată de contraamiralul Fletcher, inclusiv portavionul Yorktown (care fusese avariat serios în bătălia din Marea Coralilor), din zona de sud est a Pacificului. Acesta a ajuns la Pearl Harbour la timp pentru a se aproviziona și a naviga mai departe.
Deși se estimase că reparațiile lui Yorktown vor dura câteva luni, lifturile sale erau intacte, iar, în mare parte și puntea de zbor era în condiții bune.
Șantierul Naval Pearl Harbour a lucrat continuu timp de 72 de ore și a reparat nava pentru a fi gata de bătălie, estimând că va funcționa câteva săptămâni așa cum a cerut Nimitz.
Puntea de zbor i-a fost peticită, secțiuni întregi din elementele de structură interioară au fost tăiate și înlocuite și câteva escadrile au fost mutate de pe Saratoga; piloții însă nu au avut timp să se antreneze.
Nimitz a nesocotit procedurile pentru a avea al treilea portavion gata de bătălie. La numai trei zile de când intrase în docul uscat de la Pearl Harbour, Yorktown era din nou pe drum. Reparațiile au continuat și după ce a plecat din port, echipele de muncitori de pe nava de reparații Vestal, care fusese și ea avariată în atacul de la Pearl Harbour, încă se aflau la bordul portavionului, pe când acesta ieșea în larg.
Pe Insulele Midway staționau patru escadroane aparținând Forțelor Aeriene ale Armatei Statelor Unite ale Americii, formate din bombardiere B-17 Flying Fortress și câteva bombardiere B-26 Marauder. Flota din Midway avea 19 bombardiere SBD Dauntless, șapte avioane de vânătoare F4F Wildcat, 17 bombardiere SBU-3 Vindicators, 21 de avioane de vânătoare F2A-3s și șase bombardiere TBF-1 Avengers, ultimele constituind detașamentul VT-8 de pe portavionul Hornet.

### Lipsurile japonezilor

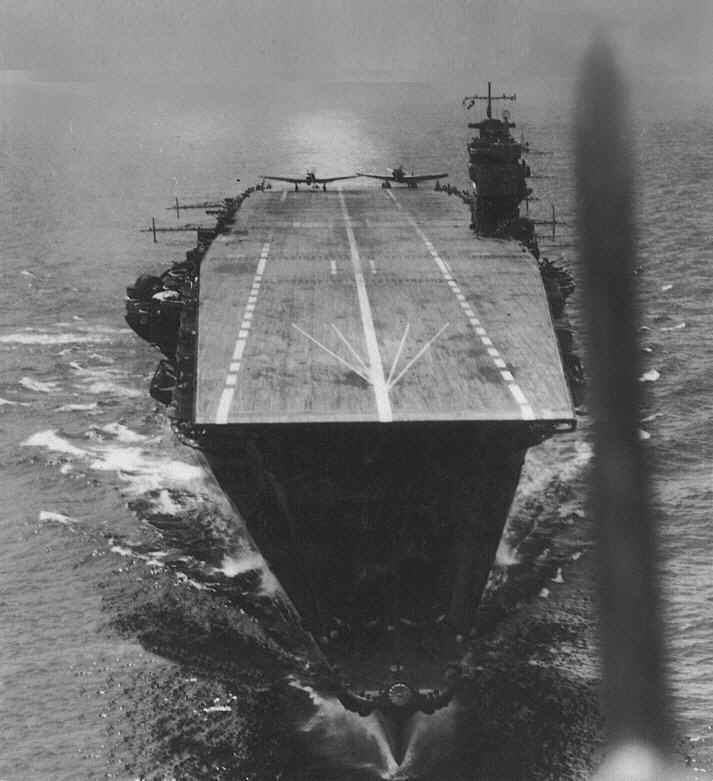
Akagi, nava comandant a flotei japoneze de portavioane, care a participat la atacul de la Pearl Harbour, la atacurile asupra orașelor Darwin, Rabaul și Colombo. Aprilie 1942, înainte de bătălie.

În acest timp, ca urmare a participării la bătălia din Marea Coralilor, portavionul japonez Zuikaku se afla în portul Kure, așteptând înlocuirea avioanelor. Nu era niciun avion disponibil pentru că Marina Imperială Japoneză nu reușise să pregătească echipajele la timp, ceea ce semnala că nu mai era în stare să completeze lipsurile.
Au fost angajați și instructorii din Trupele Aeriene Yokosuka, într-un efort de a suplini lipsurile.
Portavionul japonez Shōkaku, grav avariat, care fusese lovit de trei bombe în bătălia din Marea Coralilor, avea nevoie de reparații îndelungate în docul uscat. În ciuda faptului că, din avioanele rămase pe cele două portavioane, se putea construi o flotă pentru un singur portavion, japonezii nu au făcut niciun efort în acest sens pentru a trimite în luptă măcar încă un portavion. 
Ca urmare, amiralul Nagumo avea numai patru portavioane: Kaga și Akagi care formau Divizia I Portavioane, Hiryū și Sōryū care formau Divizia a 2-a Portavioane. Echipajele japoneze erau obosite. Portavioanele lor au fost constat implicate în operațiuni începând cu 7 decembrie 1941. Unele din aceste portavioane au participat și la raidurile asupra orașelor Darwin și Colombo.
Cele mai multe avioane de atac care urma să fie folosite de japonezi erau bombardierele în picaj Aichi D3A (Val) și bombardierele torpiloare Nakajima B5N (Kate) acestea din urmă putând fi folosite și pentru a lansa bombe. Cele mai importante avioane de vânătoare de pe portavioane erau Mitsubishi A6M2 Zero (Zeke).

Oricum, portavioanele din cadrul Kido Butai aveau flotilele de avioane incomplete. Din diferite motive, producția de bombardiere Aichi D3A fusese mult redusă, iar producția de bombardiere Nakajima B5N fusese oprită.
Astfel că nu existau avioanele necesare pentru completarea lipsurilor. De asemenea, multe din avioanele folosite în operațiunile militare din luna iunie 1942 erau în serviciu încă de la sfârșitul lunii noiembrie 1941; deși bine întreținute, aceste avioane erau aproape epuizate fizic și au început să nu mai prezinte siguranță în exploatare. Acești factori însemnau că toate portavioanele aveau mai puține avioane decât era normal și mai puține avioane de rezervă.
Pregătirile japonezilor pentru activitățile de recunoaștere și observare erau și ele dezorganizate. Detașamentul de pază format din submarine a întârziat să intre în poziție, în parte și din cauza faptului că Yamamoto s-a grăbit, ceea ce a făcut ca portavioanele americane să ajungă la punctul de întâlnire situat la nord-est de Midway fără a fi detectate.
Încercarea de a folosi patru hidroavioane de recunoaștere Kawanishi H8K pentru a observa Pearl Harbour și a stabili dacă portavioanele americane sunt sau nu acolo a eșuat întrucât submarinele japoneze desemnate să asigure realimentarea hidroavioanelor cu combustibil au constatat că în punctul de întâlnire se aflau nave de război americane.
Astfel, japonezii au fost lipsiți de orice informație cu privire la mișcările portavioanelor americane în momentele premergătoare bătăliei.
Interceptările radio efectuate de japonezi au arătat o creștere a activității submarinelor americane și o intensificare a comunicațiilor radio. Yamamoto avea această informație înainte de bătălie. Totuși, japonezii nu și-au schimbat planurile; Yamamoto, aflat pe cuirasatul Yamato, nu l-a informat pe Nagumo că ar trebui să fie precaut în a-și expune poziția și a presupus că Nagumo a primit același mesaj de la Tokyo.
Antenele radio folosite de Nagumo nu puteau recepționa transmisiuni pe astfel de lungimi de undă, astfel că a rămas fără informații cu privire la mișcările navelor americane.

### Spargerea codurilor de către aliați
Amiralul Nimitz avea un bun de neprețuit: criptanaliștii descifraseră codul  naval folosit de japonezi (numit de americani JN25B).
Începând din primăvara anului 1942, Statele Unite puteau să decodeze mesajele știind că în curând va avea loc o operațiune asupra obiectivului AF. Comandantul Joseph Rochefort și echipa lui de la Stația HYPO au putut să confirme că Midway era ținta atacului japonez care urma. Americanii au transmis un mesaj fals în care arătau că instalația de distilare a apei s-a stricat și că baza navală are nevoie de apă potabilă. Japonezii au interceptat mesajul și în curând au început și ei să transmită că AF duce lipsă de apă.
Stația HYPO a putut să determine data atacului ca fiind 4 sau 5 iunie și i-a furnizat lui Nimitz ordinea de bătălie a japonezilor.
Introducerea unui nou cod de criptare a mesajelor a fost amânată de japonezi, ceea ce a făcut ca HYPO să câștige câteva zile; la începutul bătăliei codul a fost schimbat, dar informațiile importante fuseseră deja aflate de americani.
Astfel, americanii au intrat în bătălie având o imagine clară cu privire la unde, când și cu ce forțe vor veni japonezii. Nimitz știa, de exemplu, că superioritatea numerică a japonezilor era divizată în patru grupuri operative. Această dispersare a navelor japoneze a făcut ca un număr mic de nave rapide să fie desemnate pentru a asigura paza portavioanelor. Așa că Nimitz a calculat că trei portavioane americane și avioanele de pe insula Midway vor putea face față celor patru portavioane ale lui Yamamoto, mai ales că pe portavioanele americane se aflau mai multe avioane decât pe cele japoneze. Spre deosebire de americani, japonezii au rămas neinformați cu privire la forța adversarilor și la dispozitivul acestora de luptă, chiar și după ce bătălia a început.

## Bătălia

### Atacurile aeriene de început
Primul atac aerian a avut loc pe 3 iunie, la ora 12:30, și a fost executat de nouă bombardiere B-17 cu baza la sol, care au decolat de pe Insula Midway. Trei ore mai târziu, avioanele au găsit navele japoneze la 1060 km spre vest.
Avioanele au lansat bombele sub un tir intens de artilerie. Deși s-a raportat atingerea țintelor, niciuna din bombele lansate nu a căzut direct pe vreo navă japoneză și nu au fost produse daune importante. 
În jurul orei 01:00 în ziua următoare, petrolierul japonez Akebono Maru a fost lovit de o torpilă lansată de pe un hidroavion PBY Catalina. Acesta avea să fie singurul atac cu torpile reușit de americani în întreaga bătălie.

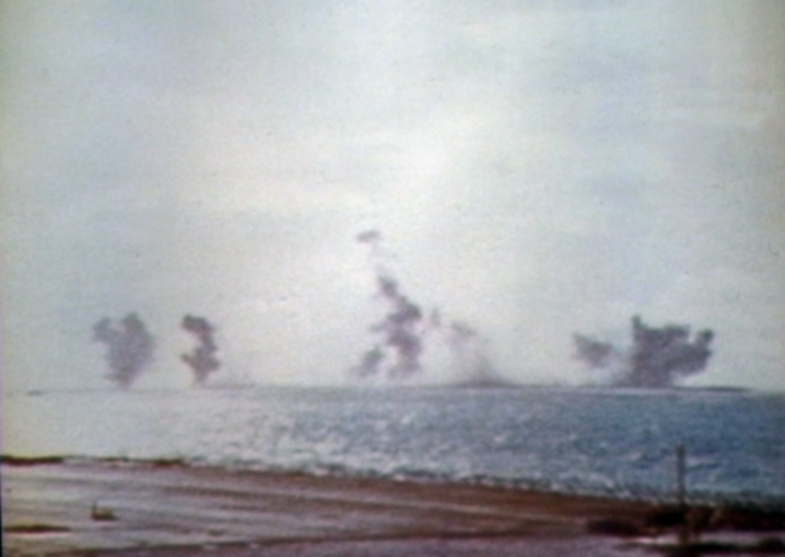
Insula de est atacată.

Pe 4 iunie, la ora 04:30, Nagumo a lansat primul atac asupra Insulei Midway. Atacul a fost executat de 36 de bombardiere în picaj Aichi D3A și 36 de bombardiere torpiloare Nakajima B5N, escortate de 36 de avioane de vânătoare Mitsubishi A6M Zero. În același moment, Nagumo a dat ordin de decolare patrulei aeriene de luptă și celor 8 avioane de recunoaștere (un avion de pe cuirasatul Tone a decolat cu întârziere din cauza unor dificultăți tehnice).
Pregătirile japoneze pentru activitatea de recunoaștere erau slabe, numărul avioanelor fiind prea mic pentru a acoperi zonele desemnate, iar condițiile meteorologice erau nefavorabile la est și la nord-est de flotă.
Ordinele greșite date de Yamamoto s-au transformat în vulnerabilități pentru flota japoneză.
Radarul american a detectat inamicul pe când acesta se afla la o distanță de câteva mile și interceptoarele au fost doborâte repede. Bombardierele americane au decolat pentru a ataca portavioanele japoneze fără escortă, pentru că avioanele de vânătoare au rămas în urmă să apere Insula Midway. La ora 06:20, bombardierele japoneze au atacat baza americană de la Midway și i-au produs pagube importante. Avioanele de vânătoare cu baza la sol F4F-3 Wildcat și vechile Brewster F2A-3 Buffalo au interceptat avioanele japoneze și, deși au suferit pierderi grele, au reușit să doboare patru bombardiere Aichi D3A și cel puțin trei avioane de vânătoare Zero. Cele mai multe avioane americane au fost doborâte în primele minute ale confruntării; câteva au fost doar avariate și numai două mai erau apte de luptă. Cu totul au fost doborâte trei avioane F4F-3 Wildcat și 13 Brewster F2A-3 Buffalo. Tirul antiaerian american a fost eficient și intens, astfel că au fost avariate multe avioane japoneze. Americanii au pretins că au distrus o treime din avioanele inamice.
Primul atac japonez nu a reușit să scoată din luptă baza americană. Bombardierele americane tot mai puteau să folosească baza aeriană și să se alimenteze pentru a-i ataca pe japonezi. Un alt atac aerian era necesar pentru ca trupele japoneze să debarce pe 7 iunie.
Decolând înainte de atacul japonezilor, bombardierele cu baza la sol au executat câteva atacuri asupra flotei japoneze. Șase avioane TBF Avenger de pe portavionul Hornet și patru bombardiere torpiloare B-26 Marauder au participat la aceste atacuri. Japonezii au scăpat aproape fără vreo vătămare (au pierdut numai două avioane de vânătoare) și au distrus aproape toate avioanele americane. Au scăpat un bombardier în picaj TBF Avenger și două bombardiere torpiloare B-26 Marauder. Un bombardier B-26, lovit de un foc de artilerie de pe portavionul Akagi, a încercat să se prăbușească pe puntea portavionului. A ratat prăbușirea. Este posibil ca această întâmplare a contribuit la hotărârea lui Nagumo de a lansa un alt atac asupra insulei, încălcând astfel ordinele lui Yamamoto de a-și păstra forțele pentru o bătălie navală.

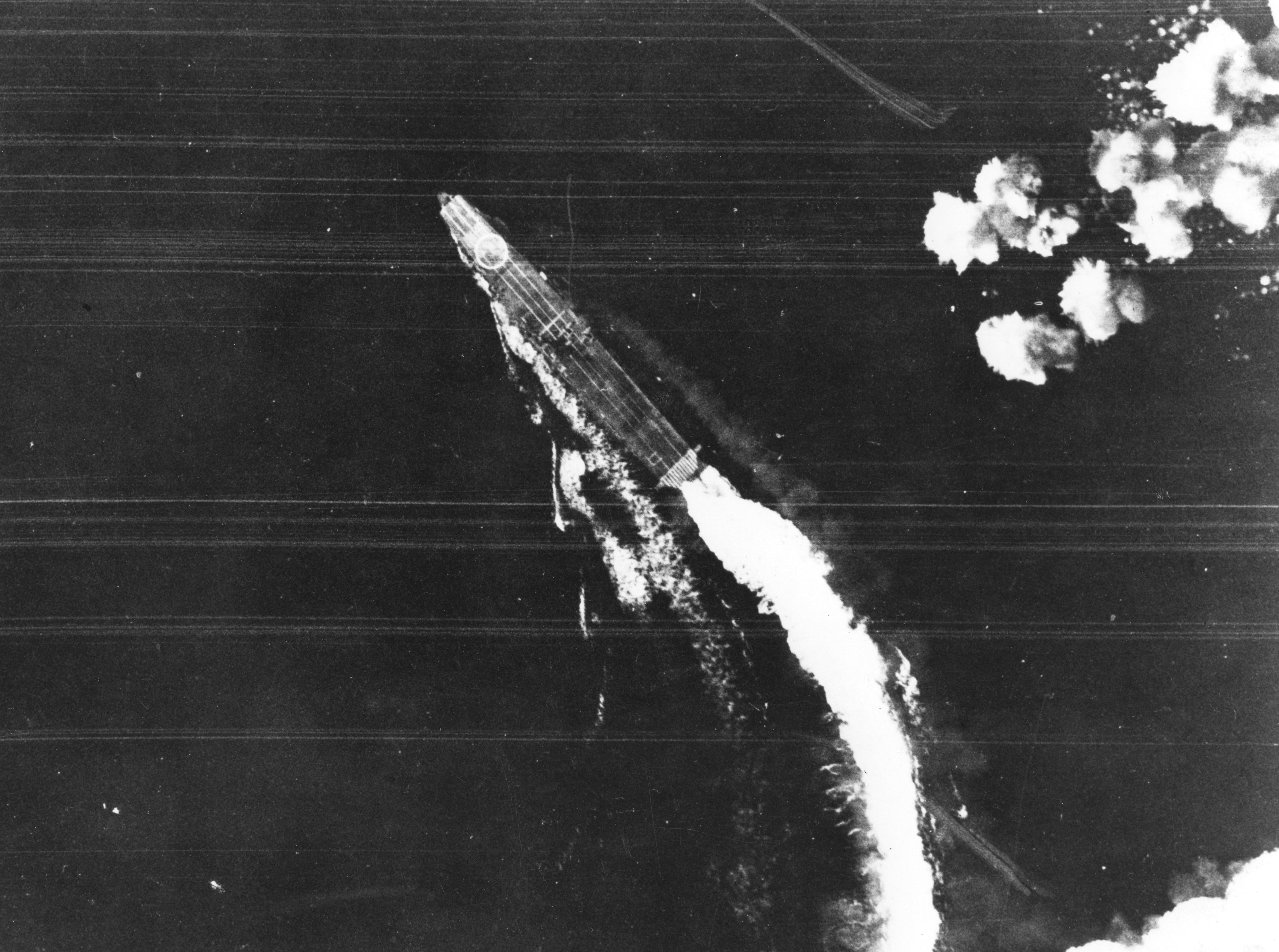
Un atac de pe un bombardier Boeing B-17 Flying Fortress ratează ținta: portavionul Hiryū; fotografia a fost făcută între orele 08:00 și 08:30. Trei avioane Zero sunt aliniate pe punte. Formau una din patrulele aeriene de luptă care au decolat în ziua aceea.

### Decizia lui Nagumo
Amiralul Nagumo, în conformitate cu regulile militare japoneze referitoare la portavioane, valabile în acel moment, a păstrat jumătate din avioanele de care dispunea în rezervă. Rezervele cuprindeau câte două escadroane de bombardiere în picaj și bombardiere torpiloare pentru situația în care navele americane ar fi fost localizate. Bombardierele în picaj nici nu erau înarmate.
Ca urmare a atacurilor conduse de pe insulă, dar și ca urmare a recomandărilor făcute de comandanții avioanelor care au atacat de dimineață, la ora 07:15, Nagumo a ordonat avioanelor din rezervă să se înarmeze cu bombe universale cu explozie la contact care să fie folosite împotriva țintelor de la sol. Unele surse susțin că această activitate era în desfășurare de 30 de minute deja atunci când, la ora 07:40, avionul de recunoaștere de pe Tone, care a întârziat să decoleze, a raportat că a descoperit flota navală americană spre est; oricum, Nagumo nu a primit acest raport până la ora 08:00, așa că operațiunea de armare a avioanelor s-a desfășurat continuu timp de 45 de minute.
Nagumo a revocat rapid ordinul și a cerut avionului de recunoaștere să precizeze ce tip de nave se află în cadrul flotei americane. După alte 40 de minute, avionul a răspuns că în flota americană (era vorba de Task Force 16) se află un portavion.
Nagumo se afla în dificultate. Contraamiralul Tamon Yamaguchi, comandantul Diviziei a 2-a Portavioane (Hiryū și Sōryū), i-a recomandat lui Nagumo să atace cu forțele pe care le avea la îndemână: 18 bombardiere în picaj de pe fiecare din portavioanele Hiryū și Sōryū și toate avioanele de vânătoare disponibile. Posibilitatea lui Nagumo de a porni un atac împotriva navelor americane era limitată de faptul că, de acum, avioanele trimise de dimineață să atace insula trebuia să se întoarcă și era nevoie ca puntea să fie liberă pentru aterizare.
Întrucât în ora anterioară puntea de zbor a fost ocupată cu activitatea patrulelor aeriene de luptă, japonezii nu au avut posibilitatea să aducă avioanele de rezervă în poziția necesară pentru decolare. Cele câteva avioane care se aflau pe punțile de zbor la acel moment erau fie avioane necesare pentru apărare, fie (în cazul lui Sōryū), avioane de vânătoare cu care sperau să întărească apărarea bombardierelor.
Eliberarea punților de zbor și decolarea avioanelor ar fi necesitat cel puțin 30-40 de minute.
Mai mult, eliberând puntea și obligând aviaonele să decoleze, Nagumo și-ar fi trimis rezerva să lupte fără armament potrivit pentru nave; Nagumo tocmai constatase cât de ușor au fost doborâte bombardierele americane care au atacat fără escortă. (Multe din bombardierele japoneze și-au aruncat muniția, nerespectând ordinele militare, pentru a se angaja în încăierări cu avioanele de vânătoare Grumman F4F Wildcat).
Regulile militare japoneze referitoare la portavioane recomandau ca atacurile să fie pornite cu unități de aviație complet constituite, astfel că, până la ora 08:20, când a primit confirmarea cu privire la componența flotei americane, deciziile lui Nagumo au fost corespunzătoare regulilor.
Mai mult, faptul că la ora 07:53 a venit un alt atac al avioanelor americane, a făcut să crească necesitatea de a executa un al doilea atac japonez asupra insulei. Nagumo a hotărât să aștepte  întoarcerea avioanelor care plecaseră de dimineață, apoi să lanseze avioanele din rezervă, care, până atunci, ar fi fost înarmate corespunzător și pregătite pentru un alt atac.
Analizele ulterioare au arătat că decizia n-a avut nicio importanță; portavioanele lui Fletcher organizaseră decolarea avioanelor începând cu ora 07:00, astfel că acestea se aflau deja pe drum spre flota japoneză. Nagumo nu putea să mai facă nimic. Acesta a fost viciul fatal al ordinelor date de Yamamoto: japonezii au urmat strict regulile și procedurile militare cu privire la folosirea portavioanelor în luptă.

### Atacurile asupra flotei japoneze

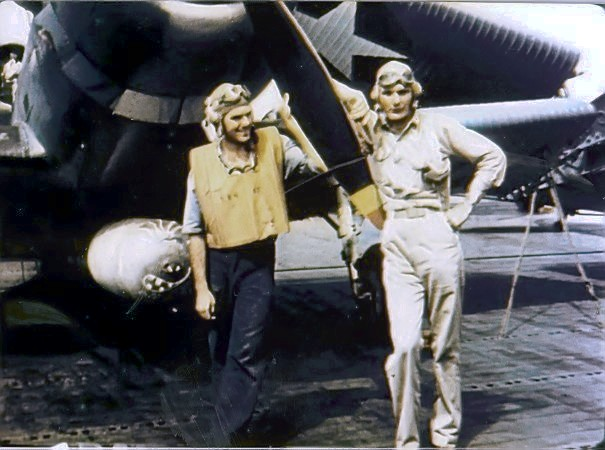
Sublocotenentul George Gay (în dreapta), singurul supraviețuitor din escadronul de bombardiere TBD Devastator, lângă avionul său, pe 4 iunie 1942.

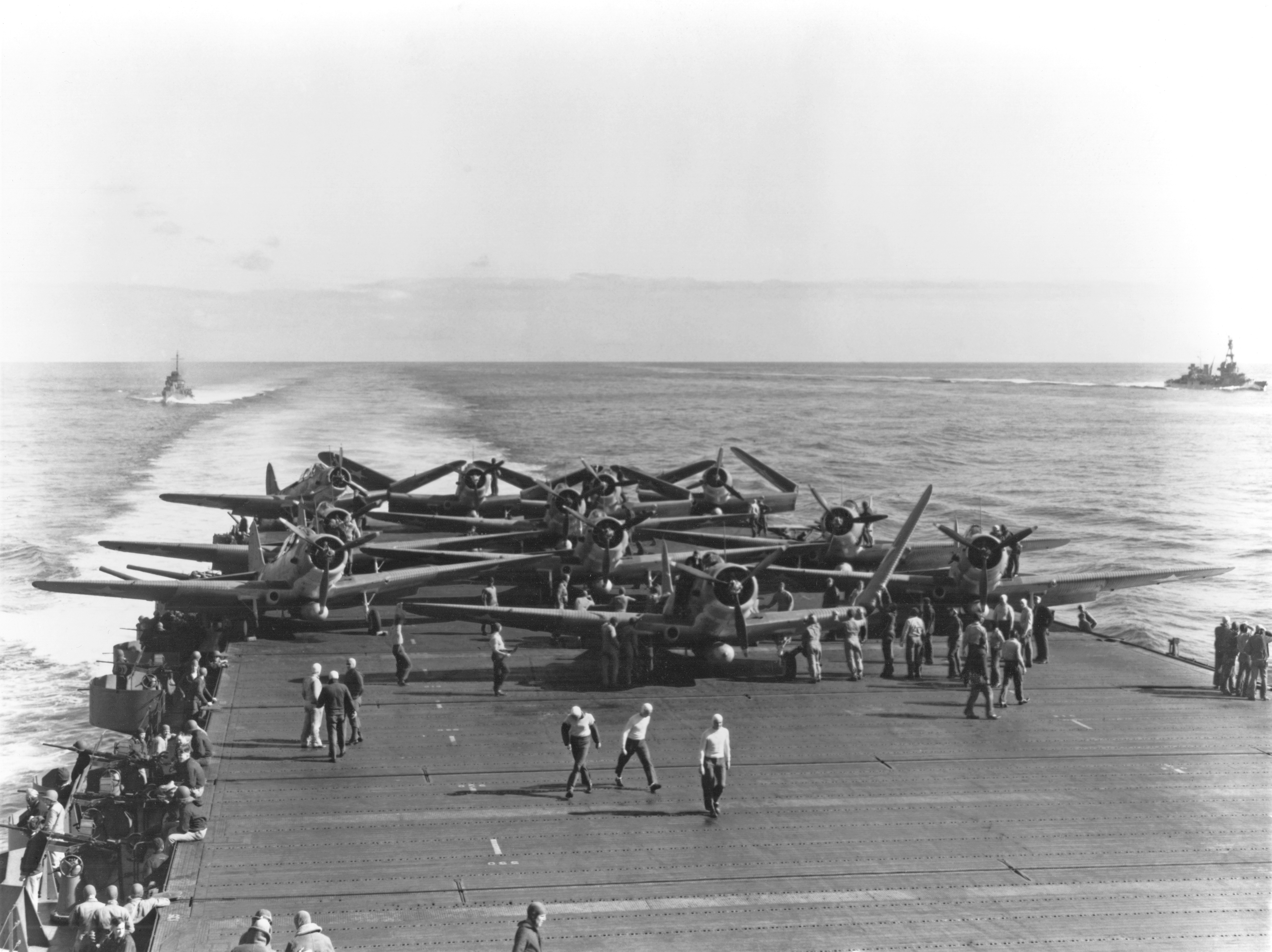
Bombardiere TBD Devastator pe puntea portavionului USS Enterprise (CV-6) pregătite pentru decolare în timpul bătăliei.

În acest timp, americanii lansaseră deja atacul aerian de pe portavioane împotriva flotei japoneze. Amiralul Fletcher, aflat la comandă pe Yorktown, și beneficiind de raportul făcut de patrula de pe PBY, i-a ordonat lui Spruance să înceapă atacul cât de curând se poate. Inițial, Fletcher a păstrat portavionul Yorktown ca rezervă pentru cazul în care ar fi fost descoperite și alte portavioane japoneze.
Ordinele lui Fletcher către Spruance au fost trimise prin intermediul lui Nimitz, care, spre deosebire de Yamamoto, a preferat să rămână pe uscat. Spruance a dat ordinul de atac în jurul orei 06:00 și l-a lăsat pe șeful de stat major al lui Halsey, căpitanul Miles Browning, să stabilească detaliile și să supravegheze decolarea. Abia după aproape o oră primul avion a fost gata de decolare de pe portavioanele lui Spruance, Enterprise și Hornet. La ora 08:00, înainte ca avioanele sale de recunoaștere să termine misiunea, Fletcher a dat ordin de decolare avioanelor de pe Yorktown.
Comandantul lui Yorktown, căpitanul Elliot Buckmaster, și echipajul lui aveau deja experiență în pregătirea și lansarea unui atac complet de pe portavion, pentru că mai făcuseră așa ceva în bătălia din Marea Coralilor, dar nu era timp să le predea lecții echipajelor și comandanților de pe Enterprise și de pe Hornet, care erau la primul atac.
Spruance a dat al doilea ordin de maximă importanță pentru americani: avioanele să ajungă cât mai repede și să scoată din luptă un portavion japonez pentru a asigura supraviețuirea propriei flote de portavioane. El s-a gândit că nevoia de a distruge navele inamicului era mai mare decât aceea de a coordona modul în care diferitele tipuri de avioane execută atacul. Astfel, escadroanele americane au fost lansate treptat și au plecat către țintă în câteva grupuri diferite. Lipsa de coordonare părea să ducă la diminuarea impactului atacului american și la mărirea numărului de victime. Totuși, Spruance a calculat că merită să riște, pentru că ținerea japonezilor în apărare îi împiedica să lanseze propriul contraatac (regulile japoneze cereau atacuri complet constituite). De asemenea, Spruance a bănuit că punțile portavioanelor lui Nagumo vor fi vulnerabile.
Avioanele americane au avut dificultăți în localizarea flotei japoneze, deși le fusese dată poziția acestora. Avioanele care au decolat de pe Hornet, comandate de colonelul Stanhope C. Ring, au urmat un curs greșit, la 263 de grade, în loc de 240 de grade cum raportaseră cercetașii. Astfel, Regimentul 8 Bombardiere a ratat portavioanele japoneze. Escadronul 8 Torpiloare de pe Hornet, comandat de locotenent-colonelul John C. Waldron a rupt formația, l-a părăsit pe Ring și a urmat cursul corect. Escadronul lui Waldron a văzut flota japoneză la ora 09:20 și a pornit atacul, urmat de Escadronul 6 Torpiloare de pe Enterprise, care a atacat la ora 09:40.
Neavând escortă de avioane de vânătoare, toate cele 15 bombardiere torpiloare din cadrul Escadronului 8 au fost doborâte fără să fi produs vreo pagubă navelor japoneze. Sublocotenentul George Gay a fost singurul supraviețuitor. Escadronul 6 a avut aproape aceeași soartă, fără să fi produs vreo pagubă japonezilor, poate și din cauza torpilelor Mark 13. Superiorii din Marina Militară a SUA nu au întrebat niciodată de ce șase torpile lansate foarte aproape de portavioanele japoneze, nu au explodat.
Patrula aeriană de luptă japoneză formată din avioane de vânătoare rapide Mitsubishi A6M2 Zero nu a avut nicio problemă să scoată din luptă bombardierele torpiloare grele, neescortate și neînarmate. Câteva bombardiere au reușit să se apropie la o distanță mică de portavioanele japoneze, să lanseze torpilele și să silească navele să facă manevre dificile de evitare.
În ciuda pierderilor, atacurile americane cu torpile au avut trei urmări importante. În primul rând, au ținut portavioanele japoneze ocupate și n-au fost astfel în stare să pregătească și să lanseze un contraatac. În al doilea rând, patrula aeriană japoneză a fost scoasă din poziția inițială de luptă. În al treilea rând, multe din avioanele de vânătoare Zero nu mai aveau suficient combustibil și armament la bord.
Venirea unui al treilea atac cu torpiloare din sud-est, executat de Escadronul 3 Torpiloare în jurul orei 10:00, a făcut ca avioanele japoneze de vânătoare să se mute la sud-est față de flotă.
O mai bună disciplină și trimiterea tuturor avioanelor Zero în luptă l-ar fi putut ajuta pe Nagumo să câștige.
Printr-un noroc, în momentul în care Escadronul 3 Torpiloare a fost văzut de japonezi, dinspre nord-vest și sud-vest se apropiau trei escadroane de bombardiere în picaj de pe Enterprise și Yorktown. Aceste escadroane nu prea mai aveau combustibil, pentru că pierduseră timp căutând inamicul. Totuși, comandantul de escadron C. Wade McClusky Jr. a hotărât să continue căutarea și, norocos fiind, a văzut siajul distrugătorului japonez Arashi. Distrugătorul gonea să ajungă la flota lui Nagumo după ce a încercat să lanseze o bombă de adâncime împotriva submarinului USS Nautilus (SS-168). Submarinul atacase crucișătorul Kirishima mai devreme, dar fără succes. 
Câteva bombardiere americane s-au prăbușit din cauza epuizării combustibilului înainte ca lupta să înceapă.
Bombardierele în picaj au ajuns la momentul potrivit pentru un atac.
Avioanele japoneze, pregătite cu armament pentru atac, umpleau punțile hangarelor, furtunurile de alimentare  erau întinse pentru că operațiunile de alimentare erau în desfășurare, iar ordinele succesive referitoare la muniția care va fi folosită au făcut ca bombele și torpilele să fie stivuite prin hangare, în loc să fie depozitate la locul lor în magaziile de muniții. Toate acestea au făcut ca portavioanele japoneze să fie într-o situație extrem de vulnerabilă.
Escadroanele de pe Enterprise s-au despărțit și au atacat două ținte. Începând cu ora 10:22, McClusky și piloții lui au lovit portavionul Kaga, iar locotenent-colonelul Richard Halsey Best, comandând trei bombardiere, l-a atacat pe Akagi patru minute mai târziu. Escadronul de pe Yorktown, comandat de Max Leslie, l-a lovit pe Sōryū. Simultan, Escadronul 3 Torpiloare l-a luat la țintă pe Hiryū care se afla la mijloc, între Sōryū, Kaga și Akagi, dar nu i-a produs nicio pagubă. Bombardierele în picaj, în mai puțin de șase minute, au lăsat portavioanele japoneze Sōryū și Kaga în flăcări. Akagi nu a fost lovit decât de o singură bombă, dar aceasta a ajuns pe puntea hangarului superior și a explodat în mijlocul avioanelor încărcate cu muniții și cu combustibil. O bombă a explodat în apă, foarte aproape de pupă, astfel că șuvoiul de apă care s-a ridicat a îndoit puntea de zbor și a produs alte avarii cârmei.
Sōryū a încasat trei bombe în puntea hangarului; Kaga a primit cel puțin patru lovituri, poate cinci. Toate cele trei portavioane au fost scoase din luptă, iar într-un final au fost abandonate și scufundate.

### Contraatacurile japoneze

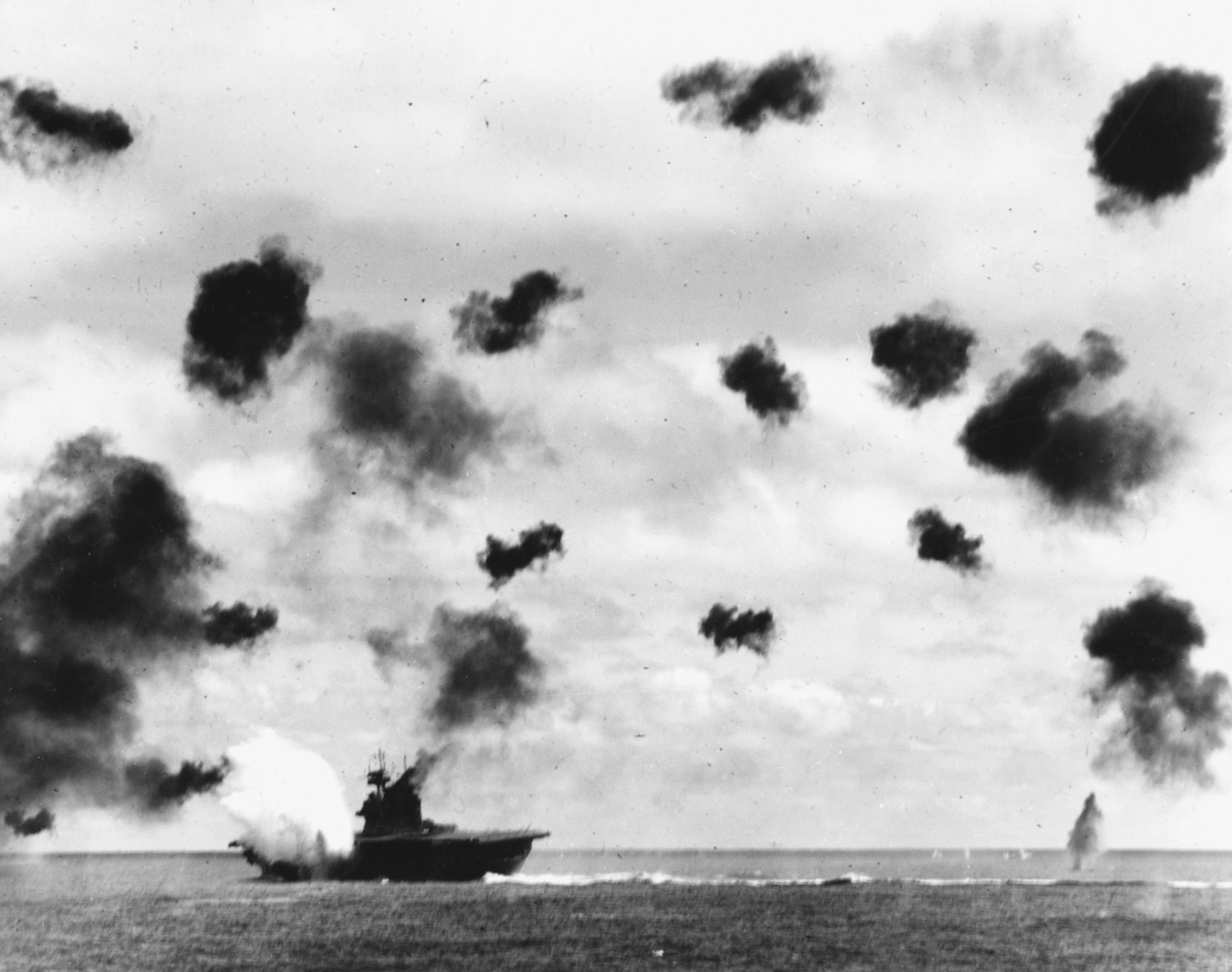
Yorktown lovit de o torpilă.

Hiryū, singurul portavion japonez care a supraviețuit, nu a pierdut prea mult timp înainte să contraatace. Primul val de bombardiere în picaj japoneze au avariat grav portavionul Yorktown cu trei bombe care au lovit cazanele și l-au imobilizat, dar echipele din serviciul de siguranță l-au cârpit așa de bine (în aproximativ o oră), încât avioanele din al doilea val, bombardiere torpiloare, au crezut că e vorba de un portavion neavariat. În ciuda nădejdii japonezilor de a micșora diferența prin eliminarea a două portavioane în două atacuri, Yorktown a absorbit ambele atacuri, piloții de pe bombardierele torpiloare crezând că Yorktown s-a scufundat și că l-au atacat pe Enterprise. După două lovituri de torpile, Yorktown nu mai area alimentat cu energie electrică, astfel că a plecat  spre port și a ieșit din luptă, ceea ce l-a silit pe Fletcher să își mute comandamentul pe crucișătorul greu USS Astoria (CA-34). Ambele portavioane din Grupul Operativ 16 (Task Force 16) erau neatinse.
Veștile despre cele două atacuri și rapoartele conform cărora fiecare din ele a scufundat câte un portavion american au îmbunătățit moralul japonezilor. Cele câteva avioane care au supraviețuit au fost recuperate de Hiryū, unde au fost pregătite pentru un alt atac împotriva a ceea ce se credea a fi singurul portavion american.

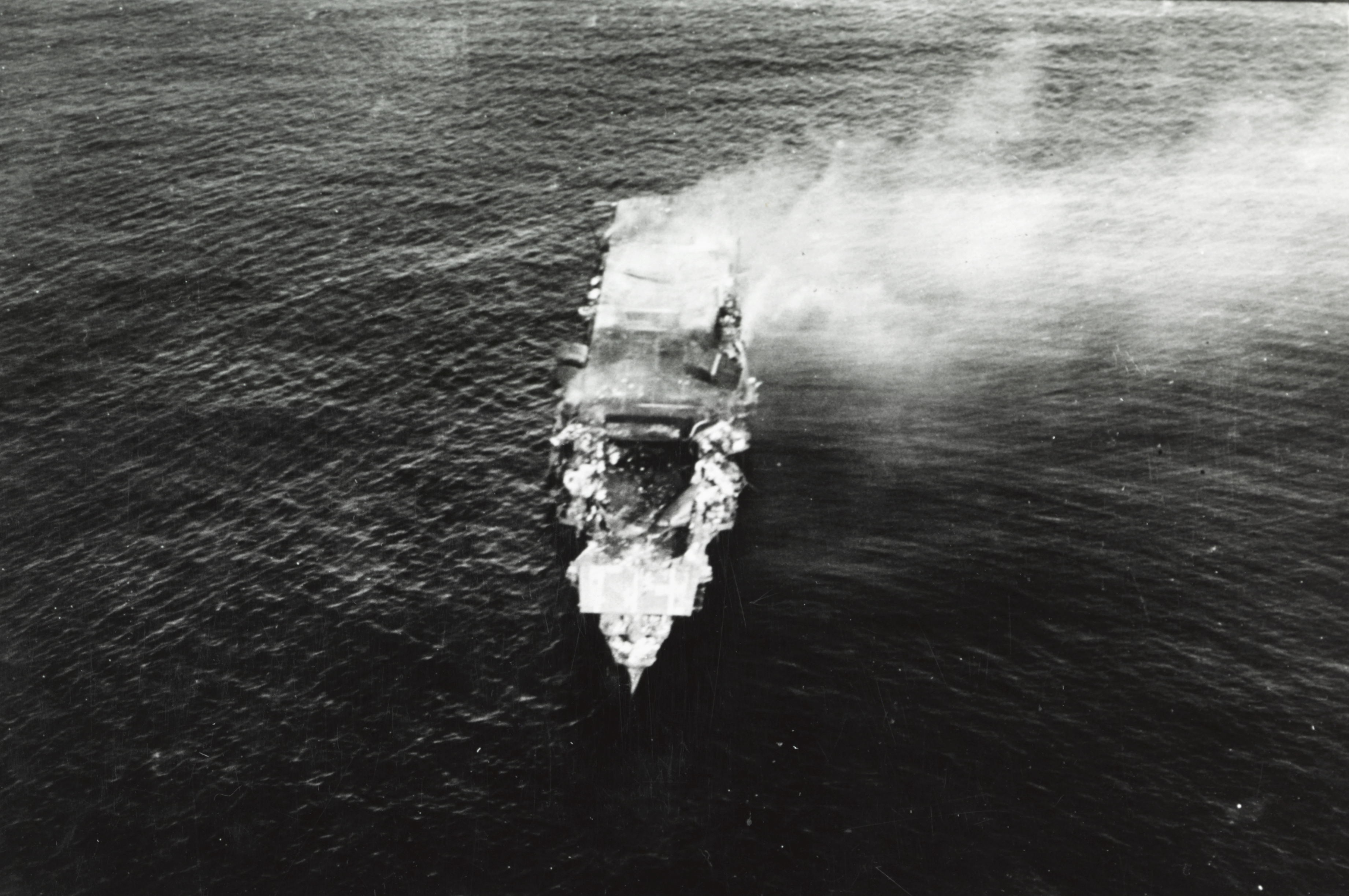
Hiryū, cu puțin timp înainte de a se scufunda

Spre sfârșitul după amiezii, un avion de recunoaștere de pe Yorktown l-a localizat pe Hiryū, ceea ce a făcut ca Enterprise să se grăbească să lanseze atacul final cu bombardiere în picaj (inclusiv 10 bombardiere de pe Yorktown). Lovitura a fost mortală pentru Hiryū, chiar dacă a fost apărat de mai mult de 12 avioane de vânătoare Zero. Contraamiralul Yamaguchi a ales să moară împreună cu nava care s-a scufundat pe 5 iunie, ceea ce pentru Japonia a însemnat și pierderea celui mai bine pregătit marinar de pe portavioane. Atacul de pe Hornet, lansat cu întârziere din cauza unei erori de transmitere a mesajelor, s-a concentrat pe navele din escortă care mai rămăseseră, dar nu a lovit niciuna.
După căderea întunericului, cele două părți au evaluat situația și au făcut planuri pentru continuarea acțiunii. Amiralul Fletcher, obligat să abandoneze epava lui Yorktown nu se simțea în largul lui la comandă pe un crucișător și a cedat comanda operațiunii lui Spruance. Spruance știa că Statele Unite au câștigat o victorie importantă, dar nu era sigur cu privire la forța care le-a mai rămas japonezilor. De asemenea, era hotărât să apere atât Insula Midway, cât și portavioanele. Pentru a-și ajuta aviatorii care zburaseră distanțe apropiate de limita razei de acțiune a avioanelor, a continuat să se apropie de Nagumo în timpul zilei și în cursul nopții care a urmat. Temându-se de o întâlnire cu japonezii în cursul nopții, Spruance a schimbat cursul și s-a retras către est, apoi, la miezul nopții, s-a întors din nou către vest, spre inamic.
De partea sa, Yamamoto a decis mai întâi să continue lupta și a trimis navele de escortă către est, spre portavioanele americane. Simultan, o flotă de crucișătoare a fost detașată cu misiunea de a bombarda insula. Navele japoneze nu au reușit să îi găsească pe americani din cauza deciziei lui Spruance de a merge spre est, astfel că Yamamoto a ordonat retragerea spre vest.
Avioanele de recunoaștere americane nu au reușit să mai găsească flota japoneză care se retrăgea pe 5 iunie. Un atac pornit după amiază a ratat identificarea navelor principale japoneze și nu a reușit să lovească un distrugător japonez răzleț. Avioanele americane s-au întors la bază după lăsarea întunericului, forțându-l pe Spruance să ceară ca portavioanele să aprindă luminile de căutare pentru a ajuta la aterizare.
În noapte de 5 spre 6 iunie, la ora 02:15, submarinul USS Tambor (SS-198) aflat la aproximativ 170 km vest de Midway, a contribuit la rezultatul bătăliei. Observând câteva nave, comandantul John Murphy nu a putut să le identifice (pentru că se temea că nu sunt nave inamice, nu a deschis focul), dar a raportat prezența acestora și s-a ferit din calea lor. Raportul a ajuns la Robert English, comandantul flotei de submarine și de aici, prin Nimitz, la Spruance. Neștiind unde se află navele lui Yamamoto (o problemă care a persistat încă de când primele avioane de recunoaștere i-au zărit pe japonezi), Spruance a presupus că acele nave erau forța de invazie. Pentru acest motiv, s-a întors să le blocheze, oprindu-se la o distanță de 190 km nord de Midway; această manevră a zădărnicit efortul lui Yamamoto, astfel că noaptea a trecut fără ca inamicii să se întâlnească.
De fapt, navele erau grupul de bombardament format din 6 crucișătoare și două distrugătoare cărora li s-a ordonat, la ora 02:55, să se retragă spre vest împreună cu restul flotei. Submarinul Tambor a fost văzut cam la aceeași oră; întorcându-se să evite submarinul, crucișătoarele Mogami și Mikuma s-au ciocnit, iar prora lui Mogami a fost serios avariată, mai mult decât a fost avariată de cele 18 submarine pe care le-a lovit în cursul luptelor. Abia la ora 04:12 cerul s-a luminat suficient pentru ca Murphy să vadă că navele erau japoneze, dar la acel moment rămânerea la suprafață era riscantă, astfel că submarinul s-a scufundat pentru a se pregăti de atac. Nu a reușit să lovească navele japoneze, iar la ora 06:00 a raportat prezența a două crucișătoare japoneze din clasa Mogami, spre vest. Spruance se afla la cel puțin 190 km de această poziție.
A fost norocul lui Spruance că nu a continuat același curs, pentru că s-ar fi întâlnit cu navele lui Yamamoto, inclusiv cu Yamato în întuneric, crucișătoarele americane ar fi fost copleșite, iar portavioanele ar fi fost neajutorate. (La acel moment, numai avioanele britanice erau capabile să efectueze misiuni de noapte de pe portavioane.)
În cele două zile care au urmat, avioanele de pe insulă și de pe portavioanele lui Spruance au lansat câteva atacuri succesive împotriva navelor rămase în urmă față de convoi. Mikuma a fost scufundată de un bombardier Dauntless, în timp ce Mogami a reușit să supraviețuiască și s-a întors acasă pentru reparații. Căpitanul Richard E. Fleming, aviator din cadrul US Marine Corps, a fost decorat post mortem cu Medalia de Onoare pentru atacul asupra lui Mikuma. În august 1942, aerodromul din Guadalcanal a fost denumit în onoarea unui alt aviator, maiorul Lofton Henderson, care a fost ucis în timp ce își conducea escadronul în atacul împotriva portavioanelor japoneze, fiind primul aviator din cadrul marinei care a murit în această bătălie.
În acest timp, s-au amplificat eforturile de salvare a protavionului Yorktown care a fost remorcat de USS Vireo până când, spre sfârșitul după amiezii, a fost lovit de torpile lansate de pe submarinul japonez I-168. La bordul lui Yorktown nu au fost multe victime, pentru că o mare parte a echipajului fusese deja evacuat. O a treia torpilă de pe același submarin a lovit distrugătorul USS Hammann (DD-412) care furniza electricitate pentru Yorktown. Hammann s-a rupt în două, 80 de oameni au murit, cei mai mulți din cauza minelor antisubmarin care au explodat pe navă. Yorktown a plutit până după ora 05:00 pe 7 iunie.

## Pierderi pentru japonezi

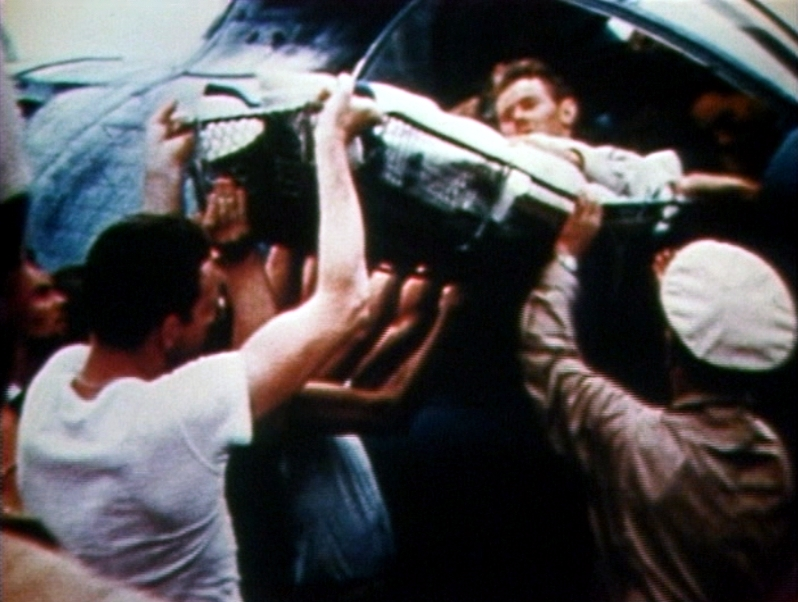
Un aviator salvat pe Insula Midway.

La sfârșitul bătăliei, japonezii aveau 3.057 de morți. Cele patru portavioane s-au scufundat și au luat cu ele 2.181 de soldați: Akagi - 267, Kaga - 811, Hiryu - 392, Soryu - 711.
Crucișătorul greu Mikuma s-a scufundat și 700 de soldați au murit.  Crucișătorul Mogami a fost grav avariat și 92 de soldați au murit.
În plus, distrugătoarele Arashio și Asashio, care escortau crucișătoarele deja avariate, au fost atacate; au murit 35 de oameni de pe Arashio și 21 de pe Asashio. Au fost doborâte avioanele de pe Chikuma (3) și de pe Tone (2). 
La bordul distrugătoarelor au murit alți soldați: Tanikaze - 11, Arashi - 1, Kazagumo - 1; alte 10 persoane de pe petrolierul Akebono Maru au fost ucise.

## Urmări
După obținerea unei victorii clare și după ce o urmărire în apropiere de Insula Wake devenea periculoasă, americanii s-au retras. Istoricul Samuel E. Morison a scris în 1949 că Spruance a fost ținta criticilor pentru că nu a urmărit flota japoneză care se retrăgea și i-a permis astfel să scape.
Clay Blair a arătat în 1975 că, dacă Spruance s-ar fi grăbit, nu ar fi putut să lanseseze un atac cu avioanele în cursul nopții, iar crucișătoarele din escortă ar fi fost copleșite de navele mai mari și mai puternice pe care le avea Yamamoto. 
Pentru că torpiloarele sale fuseseră doborâte, era greu de crezut că avioanele care îi mai rămăseseră ar fi făcut față cuirasatelor japoneze.
Pe 10 iunie, la ședința interarme,  Marina Imperială Japoneză a prezentat o imagine incompletă a rezultatelor bătăliei. Raportul detaliat al bătăliei întocmit de Chūichi Nagumo a fost trimis comandamentului pe 15 iunie. Era destinat numai celor aflați la cel mai înalt nivel în marină și în guvern, și a fost bine păzit în tot cursul războiului. În acest raport, una din cele mai frapante dezvăluiri este aceea a comandantului Nagumo: Inamicul nu știa de planurile noastre („nu am fost descoperiți decât în dimineața zilei de 5 iunie.”) 
Publicul japonez nu a cunoscut dimensiunea înfrângerii și nici componența structurii de conducere militare. La știri s-a anunțat că japonezii au obținut o mare victorie. Numai Împăratul Hirohito și cei mai înalți comandanți au fost informați despre pierderea portavioanelor. Ca urmare, cei care elaborau planurile militare au continuat să creadă, cel puțin pentru o perioadă de timp, că flota era completă.
Pe 14 iunie, când flota japoneză a ajuns la Hashirajima, răniții au fost imediat transferați la spitalele marinei militare; mulți au fost tratați ca „pacienți secreți”, izolați și ținuți în carantină pentru a se preveni scurgerile de informații către populație cu privire la înfrângere.
Ofițeriii și soldații care au rămas au fost împrăștiați pe la alte unități și, fără a li se da posibilitatea de a-și vedea familiile sau prietenii, au fost trimiși în Pacificul de Sud unde majoritatea au murit.
Niciunul din ofițerii de rang înalt nu a fost pedepsit, iar Nagumo a fost numit la comanda noii flote de portavioane, după reconstrucția acesteia.
Marina Imperială Japoneză chiar a învățat câteva lecții din această bătălie: au fost adoptate noi proceduri pentru ca mai multe avioane să fie alimentate și înarmate pe puntea de zbor și nu în hangare, a fost instituită obligația de a goli furtunurile de alimentare nefolosite. Portavioanele nou construite au fost proiectate astfel încât să aibă numai două lifturi pentru avioane și echipamente noi de stingere a incendiilor. Au fost instruiți mai mulți membri ai echipajelor în acțiuni de limitare a pagubelor și tehnici de luptă cu focul, deși pierderea altor portavioane, Shōkaku, Hiyō și Taihō, a arătat că încă mai erau probleme în această zonă.
Piloții înlocuitori au trecut prin antrenamente de scurtă durată pentru a suplini lipsurile de pe portavioane. Aceasta a dus la o scădere a calității pregătirii. Piloții neexperimentați erau trimiși în prima linie, în timp ce veteranii care au supraviețuit după bătălia de la Midway și după campania din Insulele Solomon erau obligați să lupte din ce mai mult, în condiții din ce în ce mai grele. Numai câțiva au avut șansa de a se odihni în spatele liniilor sau în insulele de acasă. Ca urmare, forțele aeriene din cadrul marinei japoneze și-au pierdut treptat aptitudinile.

### Acuzații de crime de război
Piloții americani Wesley Osmus de pe Yorktown, Frank Woodrow O’Flaherty de pe Enterprise și radistul B.F. Gaido au fost capturați de japonezi în cursul bătăliei. Osmus a fost ținut pe distrugătorul Arashi, iar O'Flaherty și Gaido au fost ținuți pe crucișătorul Nagara (sau pe distrugătorul Makigumo, după alte surse). Se crede că au fost uciși mai târziu.
Nagumo a menționat în raportul său că Osmus a murit pe 6 iunie, iar trupul acestuia a fost înmormântat în mare. Nagumo a notat că a obținut informații, inclusiv referitoare la forțele inamicului, dar nu menționează nimic despre moartea lui O'Flaherty sau a lui Gaido.  
O'Flaherty și Gaido au fost legați de canistre de combustibil umplute cu apă și au fost aruncați peste bord la câteva zile după bătălie.

## Importanța bătăliei
Bătălia a fost denumită adesea punctul de cotitură al războiului din Pacific. Totuși, japonezii au continuat să încerce să avanseze în sudul Pacificului și mai trebuia să treacă multe luni până când americanii puteau să facă pasul de la statutul de egalitate în ceea ce privește forța militară maritimă la acela de superioritate în domeniu.
Astfel, deși bătălia de la Midway a fost prima victorie importantă a aliaților împotriva Japoniei, nu a întors soarta războiului precum a făcut-o bătălia de la Salamina. Dar rezultatul bătăliei de la Midway, combinat cu cel nedecis al bătăliei din Marea Coralilor, a redus capacitatea Japoniei de a mai desfășura ofensive majore.
De asemenea, Midway a fost primul pas pentru debarcarea din Guadalcanal și pentru Campania din insulele Solomon. Ambele acțiuni le-au permis aliaților să aibă inițiative importante din punct de vedere strategic și să-și ia avânt pentru ofensivă în partea finală a războiului din Pacific.
Bătălia a arătat cât de importante au fost pregătirile făcute înainte de război în ceea ce privește decodificarea mesajelor. Eforturile de decriptare și de pregătire pentru această activitate au continuat și au fost extinse în cursul războiului pe ambele teatre, din Pacific și din Atlantic. Succesele au fost numeroase și importante. De exemplu, doborârea avionului în care se afla Yamamoto a fost posibilă numai ca urmare a eforturilor făcute de specialiștii în decodificare.
Unii istorici au afirmat că pierderile grele suferite în cursul bătăliei, concretizate în scufundarea portavioanelor și moartea multor echipaje de piloți veterani, au slăbit definitiv Marina Imperială Japoneză.
Parshall și Tully au arătat că pierderile referitoare la echipajele avioanelor, deși importante (110, cu puțin sub 25% din numărul aviatorilor îmbarcați pe cele patru portavioane), nu a distrus corpul de armată format din piloții marinei, privit ca un întreg: japonezii aveau 2.000 de echipaje de aeronave calificate pentru portavioane la începutul războiului din Pacific.
La câteva luni după Midway, japonezii au avut cam același număr de victime în bătălia din Insulele Solomon Orientale și în Bătălia de la Insulele Santa Cruz, iar toate aceste pierderi, combinate cu pierderea constantă de veterani în cursul campaniei din Insulele Solomon, au fost cele care au accelerat scăderea capacității operaționale.
Totuși, pierderea a patru portavioane mari și a peste 40% din echipajele de pe acestea, formate din mecanici de avioane și tehnicieni bine pregătiți, la care s-au adăugat echipajele de punte și armurierii, împreună cu pierderea cunoștințelor de organizare pe care aceștia le aveau, au făcut ca flota de portavioane japoneză să primească o lovitură puternică.
Pierderea portavioanelor a însemnat că numai Shōkaku și Zuikaku mai puteau să susțină o ofensivă. Celelalte, Ryūjō, Junyo și Hiyō erau portavioane de mici dimensiuni, cu o eficacitate corespunzătoare dimensiunilor.
La momentul bătăliei din Marea Filipinelor, deși japonezii reușiseră oarecum să își refacă flota de portavioane, piloții avioanelor erau lipsiți de experiență, astfel că flota în întregul ei nu mai avea aceeași forță ca înainte de Midway.
În timpul în care Japonia construia trei portavioane, în marina militară a Statelor Unite ale Americii au intrat în serviciu douăsprezece portavioane mari și numeroase portavioane de escortă.
În anul 1942, Statele Unite se aflau deja în al treilea an din programul de construire de portavioane care avea ca obiectiv să facă marina militară americană mai puternică decât cea japoneză.
Cea mai mare parte a aviatorilor americani a supraviețuit bătăliei de la Midway și celorlalte bătălii care au avut loc în anul 1942. Aceasta, împreună cu dezvoltarea programelor de pregătire, a făcut ca Statele Unite ale Americii să poată să furnizeze un număr mare de piloți bine antrenați care să mărească avantajul atât pentru nave, cât și pentru avioane.

## Descoperirea navelor scufundate

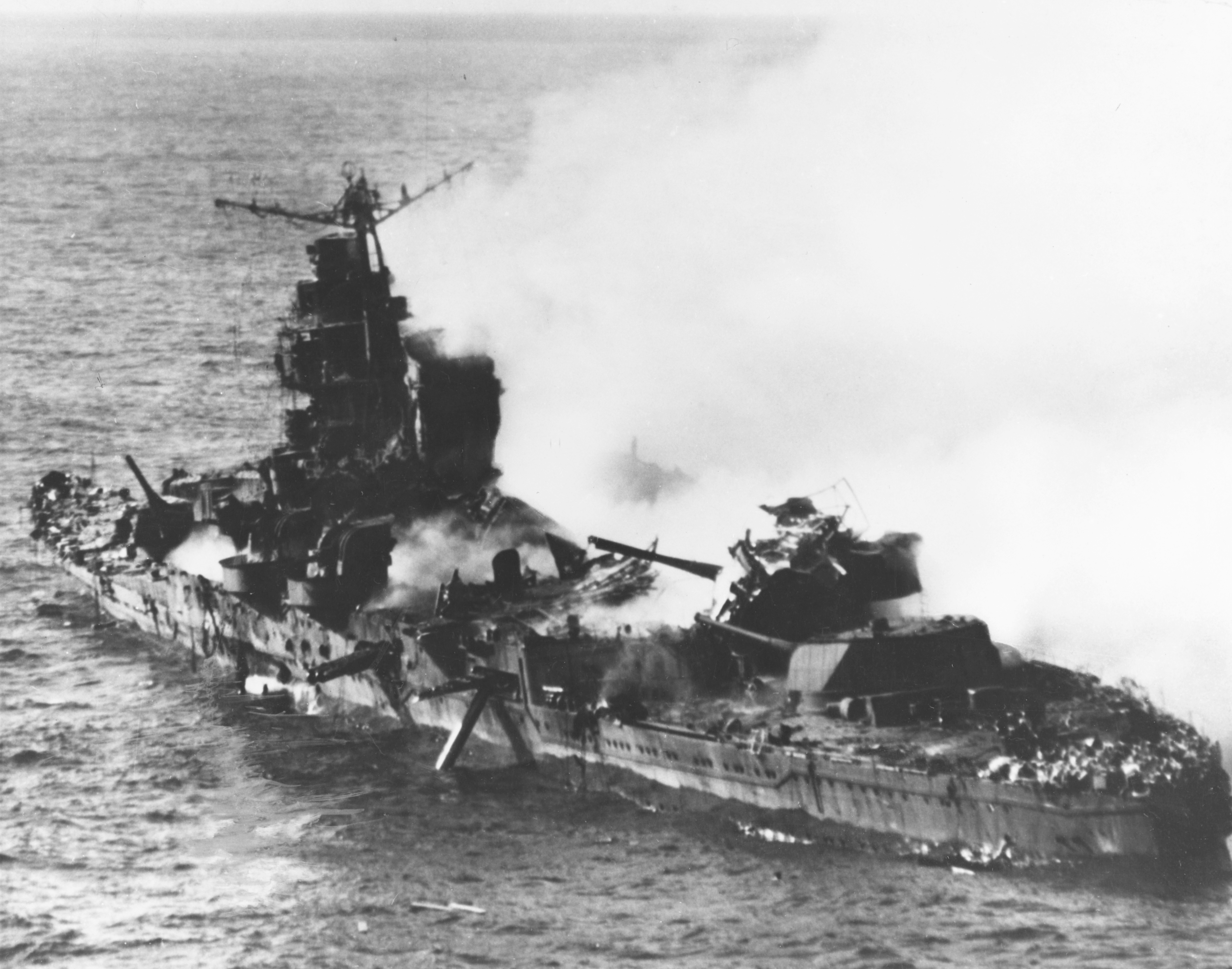
Crucișătorul japonez Mikuma cu puțin timp înainte de a fi scufundat.

Din cauza adâncimii mari a oceanului în zona bătăliei (mai mare de 5.200 m), cercetarea câmpului de bătălie este foarte dificilă. Totuși, pe 19 mai 1988, Robert Ballard și o echipă de cercetători, împreună cu veterani din ambele tabere, au găsit și au fotografiat portavionul Yorktown (o copie a fotografiei Arhivat în 18 februarie 2010, la Wayback Machine.). Nava era încă aproape intactă, o situație neobișnuită pentru un vapor scufundat în 1942; o mare parte din echipamentul original și chiar din vopseaua originală erau vizibile.
Ballard nu a reușit să găsească portavioanele japoneze. În septembrie 1999, o expediție formată din membrii ai Nauticos Corp. și ai  U.S. Naval Oceanographic Office au căutat portavioanele japoneze. Folosind tehnici avansate de navigație coordonate cu mențiunile din jurnalul de bord ținut de submarinul USS Nautilus, expediția a localizat o piesă de mari dimensiuni care face parte dintr-o epavă. Ulterior piesa a fost identificată ca fiind puntea hangarului superior de pe Kaga. Epava principală nu a fost însă localizată.

## Alte menționări ale bătăliei
În anul 1949, aeroportul din Chicago, care a avut un rol important în eforturile făcute în cursul celui de-al Doilea Război Mondial, a fost denumit Chicago Midway International Airport (Aeroportul Internațional Midway din Chicago) în amintirea bătăliei.
Waldron Field, o pistă de antrenament din cadrul Bazei Militare Aeriene din Corpus Christi, ca și strada Waldron care duce la aceasta, au fost denumite în onoarea comandantului Escadronului 8 Torpiloare de pe Hornet. Bulevardul Yorktown care pleacă din aceeași zonă a fost denumit în amintirea portavionului scufundat în bătălie.
Un portavion american de escortă denumit USS Midway (CVE-63) a intrat în serviciu la 17 august 1943. Pe 10 octombrie 1944 a fost redenumit St. Lo pentru a face loc denumirii de Midway pentru un portavion mare, USS Midway (CV-41), care a intrat în serviciu pe 10 septembrie 1945 (la 8 zile după capitularea Japoniei). Acest ultim portavion se află în prezent în San Diego, unde funcționează ca muzeu dedicat bătăliei de la Midway.

## În cultura populară
- Bătălia de la Midway (film din 1942), documentar
- Bătălia de la Midway (film din 1976)
- Bătălia de la Midway (film din 2019)
- 1943: The Battle of Midway, joc arcade shoot 'em up  din 1987